# Hajdú József (színművész)
Hajdú József; 1913-ig Reisz József (Debrecen, 1884. szeptember 30. – Budapest, 1932. június 24.) drámai színész.

## Életútja
Reisz Gyula Jakab (1859–1927) főpincér és Koritsoner Betti fia. A Színművészeti Akadémia elvégzése után 1905 márciusában a Nemzeti Színházhoz szerződött mint jellemszínész. Reisz családi nevét 1913-ban Hajdúra változtatta. 1920. szeptember 11-én a Vígszínházhoz ment át és itt a Mi ketten című vígjátékban mutatkozott be. 1922-ben elhagyta a színi pályát, s gazdálkodónak állt Pomázon. 1926. szeptember 20-án visszatért a színpadra és újra fellépett a Nemzeti Színházban, Zilahy Lajos Zenebohócok című vígjátékának Angyal szerepében. Egyike volt a legkiválóbb jellemszínészeinknek, humoros szerepekben is nagy hatást tudott elérni, különösen ahol úgynevezett száraz humorra volt szükség, néhány groteszk szerepben is különösen bevált, de épp olyan sikerrel játszott komoly jellemszerepeket és jellemzően alakította az intrikusszerepeket is.
Felesége Gamauf Etelka Karolina volt, akit 1913. március 29-én Budapesten, az Erzsébetvárosban vett nőül. Fia Hajdu György Gyula (1915–1965) művészeti titkár.

## Főbb szerepei
- Shakespeare: Lear király – Gloster
- Shakespeare: Vízkereszt, vagy amit akartok – Malvolio
- Shakespeare: Szentivánéji álom – Orrondi
- Herczeg Ferenc: Ocskay brigadéros – Pyber
- Shakespeare: János király – Pandolf bíbornok, a pápa követe
- Shakespeare: IV. Henrik – Bardolf
- Shakespeare: A makrancos hölgy – Gremio
- Meaterlinck: Pelléas és Mélisande – Orvos
- Ibsen: Solness építőmester – Knut
- Hauptmann: A bunda – dr. Fischer
- Madách: Az ember tragédiája – Lovel
- Dóczy Lajos: A csók – Fidelio, kincstartó
- Csiky Gergely: A nagymama – Koszta
- Csathó Kálmán: Te csak pipálj, Ladányi! – Darázs Berci
- Földes Imre: Egy férj eladó – John Harlington
- Meilhac-Halévy: Tücsök – Dulcoret
- Schöpflin Aladár: A pirosruhás hölgy – Mányoki Samu
- Újházi: Constantin abbé – De Larnac
- E. Buorder: Most jelent meg  – Bourgine
- Molnár Ferenc: Úri divat – Fülöp úr

## Díjai, elismerései
- Farkas-Raskó-díj (1907)